# Jeremiah (fumetto)
Jeremiah è un personaggio immaginario protagonista di una omonima serie a fumetti a colori scritta e disegnata dal fumettista belga Hermann Huppen ed esordita nell'aprile 1979 sul mensile tedesco Zack. La serie comprende 41 volumi ed è ritenuta un classico del fumetto franco belga.
L'autore ha dichiarato di essersi ispirato al romanzo Diluvio di fuoco (Ravage) di René Barjavel. Nel 2002 è stata realizzata una serie televisiva omonima ispirata vagamente alla serie a fumetti.

## Trama
Ambientate in un futuro post-apocalittico le storie si concentrano sulle avventure dell'omonimo protagonista e del compagno Kurdy Malloy. In un mondo dove a vigere è la legge del più forte, i due compagni possono contare solo sulla loro astuzia e caparbietà; da qui le due differenti caratterizzazioni dei personaggi protagonisti che in un certo qual senso si compenetrano a vicenda: maturo ma anche più ingenuo Jeremiah, privo di scrupoli e più egoista (con l'eccezione per la sperticata devozione che ha per la sua mula Esra) Kurdy. Ma è forse sotto il frangente della definizione dei caratteri dei personaggi secondari, protagonisti di ogni singola storia che il fumetto sembra eccellere di più: nel mondo senza legge di Jeremiah (unica barriera al dilagare della delinquenza una formazione denominata Milizia) abbondano i diseredati e gli incolpevoli sottomessi al dominio di una sparuta maggioranza elitaria di(nella maggior parte dei casi folli o incompetenti) capetti, entità dal forte carisma e padroni. Jeremiah e Kurdy subiscono l'incedere dei fatti e, perennemente squattrinati o alla ricerca di lavori saltuari, si trovano volta per volta a finire nei guai quasi inconsapevolmente. Gli episodi possono essere letti individualmente dato che non si dipana all'interno della saga una particolare continuity ma alcuni personaggi ricompaiono più volte: Lessley, Stonebridge e soprattutto Lena, la compagna del protagonista. Genericamente ogni storia consta di 46 tavole.

## Elenco dei volumi
1. La Nuit des rapaces (aprile 1979)
2. Du sable plein les dents (ottobre 1979)
3. Les Héritiers sauvages (gennaio 1980)
4. Les Yeux de fer rouge (luglio 1980)
5. Un cobaye pour l'éternité (maggio 1981)
6. La Secte (febbraio 1982)
7. Afromerica (settembre 1982)
8. Les Eaux de colère (aprile 1983)
9. Un hiver de clown (novembre 1983)
10. Boomerang (ottobre 1984)
11. Delta (ottobre 1985)
12. Julius et Roméa (ottobre 1986)
13. Strike (maggio 1988)
14. Simon est de retour (settembre 1989)
15. Alex (settembre 1990)
16. La Ligne rouge (ottobre 1992)
17. Trois motos… ou quatre (febbraio 1994)
18. Ave Caesar (maggio 1995)
19. Zone frontière (aprile 1996)
20. Mercenaires (settembre 1997)
21. Le Cousin Lindford (ottobre 1998)
22. Le Fusil dans l'eau (marzo 2001)
23. Qui est Renard Bleu ? (marzo 2002)
24. Le Dernier Diamant (aprile 2003)
25. Et si un jour, la Terre… (aprile 2004)
26. Un port dans l'ombre (ottobre 2005)
27. Elsie et la rue (gennaio 2007)
28. Esra va très bien (gennaio 2008)
29. Le petit chat est mort (gennaio 2010)
30. Fifty-Fifty (febbraio 2011)
31. Le Panier de crabes (gennaio 2012)
32. Le Caïd (febbraio 2013)
33. Un gros chien avec une blonde (settembre 2014)
34. Jungle city (ottobre 2015)
35. Kurdy Malloy et Mama Olga (settembre 2017)
36. Et puis merde (ottobre 2018)
37. La bête (settembre 2019)
38. Tu piges? (agosto 2020)
39. Rancune (agosto 2022)
40. Celui qui manque (settembre 2023)
41. Casino céleste (ottobre 2024)

## Altri media
- Jeremiah (2002-2004) serie televisiva statunitense; a parte i nomi dei due personaggi principali, la personalità generale del protagonista e l'ambientazione post-apocalittica, non ci sono somiglianze tra i fumetti e la serie.